# 岡ノ山喜郎
岡ノ山 喜郎（おかのやま よしろう、1935年11月3日 - 没年不明）は、岡山県小田郡矢掛町出身で時津風部屋に所属した元大相撲力士。本名は山部 喜一郎（やまべ きいちろう）。最高位は東前頭5枚目（1962年5月場所）。現役時代の体格は185cm、112kg。得意手は右四つ、寄り。

## 来歴・人物
鮮魚商の家庭に生まれ、岡山県立矢掛高校に在学中は、ハンドボール部で活躍した。
高校卒業後、元横綱・双葉山が率いる時津風部屋に入門し、1955年5月場所で初土俵。
同場所では番付外と新序で、ともに好成績を残した。そのため、翌9月場所では序ノ口を飛び越して、序二段に付け出された。
同場所より出身地の岡山県に因んだ四股名、「岡ノ山」を名乗る事になり、廃業までこの四股名で通した。
1961年5月場所では幕下で全勝優勝し、翌7月場所で新十両に昇進。そして、1962年3月場所で新入幕を果たした。
180cmを超える長身を生かして突っ張り、寄りで前に出る相撲が得意で、学生相撲から入門した内田（後の大関・豊山勝男）の稽古相手としてよく指名された。
しかし、前頭5枚目に進んだ翌5月場所の出羽錦との一戦で膝を負傷して途中休場を余儀なくされ、これが一因で十両に転落。以後、膝の怪我に悩まされた。
その後は1962年11月場所にて14勝1敗と大勝し、十両優勝を遂げた事以外では、目立った活躍は無かった。
同門の横綱・柏戸の横綱土俵入りで、露払いを務めていた時期もある。
現役晩年には幕下に陥落し、東幕下26枚目に在位した1965年1月場所を以って、29歳で廃業。
廃業後は、東京都墨田区内の建設会社に勤めた。

## 主な戦績
- 通算成績：266勝229敗37休 勝率.537
- 幕内成績：23勝43敗9休 勝率.348
- 現役在位：53場所
- 幕内在位：5場所
- 各段優勝
  - 十両優勝：1回（1962年11月場所）
  - 幕下優勝：1回（1961年5月場所）

### 場所別成績
| | 一月場所 初場所（東京） | 三月場所 春場所（大阪）  | 五月場所 夏場所（東京） | 七月場所 名古屋場所（愛知） | 九月場所 秋場所（東京） | 十一月場所 九州場所（福岡） |
| --- | ----------------------- | ------------------------ | ----------------------- | --------------------------- | ----------------------- | --------------------------- |
| 1955年 （昭和30年） | x                       | x                        | 新序 3–0                | x                           | 西序二段72枚目 5–3      | x                           |
| 1956年 （昭和31年） | 西序二段39枚目 5–3      | 東序二段9枚目 4–4        | 西三段目96枚目 7–1      | x                           | 東三段目52枚目 5–3      | x                           |
| 1957年 （昭和32年） | 東三段目39枚目 4–4      | 東三段目38枚目 2–6       | 西三段目50枚目 3–5      | x                           | 東三段目50枚目 5–3      | 西三段目31枚目 4–4          |
| 1958年 （昭和33年） | 東三段目30枚目 5–3      | 東三段目19枚目 3–5       | 東三段目23枚目 5–3      | 西三段目8枚目 7–1           | 西幕下68枚目 3–5        | 東幕下78枚目 3–5            |
| 1959年 （昭和34年） | 西幕下83枚目 7–1        | 西幕下53枚目 5–3         | 西幕下49枚目 4–4        | 東幕下47枚目 4–4            | 東幕下47枚目 5–3        | 東幕下36枚目 4–4            |
| 1960年 （昭和35年） | 東幕下37枚目 2–6        | 東幕下44枚目 3–1–4       | 西幕下43枚目 5–3        | 西幕下35枚目 5–2            | 東幕下27枚目 5–2        | 西幕下18枚目 5–2            |
| 1961年 （昭和36年） | 西幕下11枚目 4–3        | 東幕下7枚目 5–2          | 西幕下3枚目 優勝 7–0    | 西十両14枚目 10–5           | 東十両5枚目 9–4–2       | 西十両筆頭 5–10             |
| 1962年 （昭和37年） | 東十両5枚目 11–4        | 東前頭14枚目 9–6         | 東前頭5枚目 0–6–9       | 西前頭14枚目 3–12           | 西十両4枚目 7–8         | 東十両5枚目 優勝 14–1       |
| 1963年 （昭和38年） | 東前頭12枚目 6–9        | 西前頭14枚目 5–10        | 東十両4枚目 7–8         | 東十両5枚目 6–9             | 西十両7枚目 5–10        | 西十両14枚目 8–7            |
| 1964年 （昭和39年） | 西十両8枚目 6–9         | 東十両12枚目 休場 0–0–15 | 東幕下7枚目 休場 0–0–7  | 東幕下47枚目 3–4            | 西幕下55枚目 6–1        | 西幕下28枚目 4–3            |
| 1965年 （昭和40年） | 東幕下26枚目 引退 2–5–0 |                          |                         |                             |                         |                             |
| 各欄の数字は、「勝ち-負け-休場」を示す。 優勝 引退 休場 十両 幕下 三賞：敢=敢闘賞、殊=殊勲賞、技=技能賞 その他：★=金星 番付階級：幕内 - 十両 - 幕下 - 三段目 - 序二段 - 序ノ口 幕内序列：横綱 - 大関 - 関脇 - 小結 - 前頭（「#数字」は各位内の序列） |                         |                          |                         |                             |                         |                             |

### 幕内対戦成績
| 力士名   | 勝数 | 負数 | 力士名 | 勝数 | 負数 | 力士名 | 勝数 | 負数 | 力士名 | 勝数 | 負数 |
| -------- | ---- | ---- | ------ | ---- | ---- | ------ | ---- | ---- | ------ | ---- | ---- |
| 朝ノ海   | 1    | 1    | 一乃矢 | 0    | 1    | 岩風   | 2    | 2    | 宇多川 | 0    | 2    |
| 追手山   | 0    | 4    | 大晃   | 0    | 2    | 海乃山 | 1    | 0    | 開隆山 | 0    | 1    |
| 金乃花   | 1    | 1    | 清勢川 | 2    | 1    | 栗家山 | 1    | 1    | 琴櫻   | 0    | 1    |
| 佐田の山 | 0    | 1    | 玉嵐   | 0    | 3    | 常錦   | 1    | 1    | 出羽錦 | 1    | 1    |
| 栃王山   | 1    | 0    | 栃ノ海 | 0    | 1    | 栃光   | 0    | 1    | 成山   | 1    | 0    |
| 廣川     | 2    | 1    | 房錦   | 1    | 1    | 冨士錦 | 0    | 1    | 前田川 | 0    | 3    |
| 吉葉洋   | 0    | 2(1) | 若天龍 | 0    | 1    | 若鳴門 | 0    | 1    | 若ノ海 | 1    | 2    |
| 若前田   | 2    | 2    |        |      |      |        |      |      |        |      |      |